# Paulinum w Poznaniu
Paulinum – budynek dawnego internatu dla uczniów szkół średnich, zlokalizowany w Poznaniu przy ul. Przemysłowej 46 na Wildzie.

## Historia
Obiekt wzniesiono w 1910 według projektu architekta Deliusa, w duchu zdradzającym wczesne tendencje modernistyczne, przejawiające się w bardzo dużym uproszczeniu detalu tego okazałego gmachu. Internat działał tu już wcześniej, od 1897, jednak jego układ przestrzenny (kilka niezależnych budynków) nie spełniał już ówczesnych wymagań, stawianych tego rodzaju instytucjom. Wszystkie części kompleksu z lat 1897–1899 zostały więc zburzone, a w ich miejscu powstał obecny obiekt, wyposażony w pełne zaplecze sanitarne, kuchenne i własną kotłownię, a także specjalne izby do nauki. Wpisywał się on w zabudowę okolic Rynku Wildeckiego okazałymi gmachami, przede wszystkim w stylach historycznych.

## Współczesność
Obecnie gmach pełni funkcję biurową. W jego sąsiedztwie w 2009 oddano do użytku dużą kamienicę mieszkalno-usługową, co wydatnie umniejszyło towarzyszący Paulinum park i zaburzyło tutejszą równowagę urbanistyczną.

## Dojazd
Dojazd do Paulinum zapewnia autobus linii 71 – do przystanku Bergera.